# Programa estadounidense de armas biológicas
El programa estadounidense de armas biológicas empezó oficialmente en la primavera de 1943 bajo el gobierno del presidente de Estados Unidos Franklin Roosevelt. Las investigaciones continuaron tras la Segunda Guerra Mundial cuando Estados Unidos construyó un gran arsenal de agentes biológicos y armas biológicas. A lo largo de su historia, el programa fue secreto. Fue objeto de controversia cuando se descubrió posteriormente que habían sido comunes las pruebas de laboratorio y de campo, algunas de las cuales usaron a individuos sin su consentimiento previo. La política oficial estaba a favor de impedir el uso de armas biológicas contra las fuerzas estadounidenses y usarlas como medida de represalia si la disuasión no funcionaba. No existe evidencia de que los Estados Unidos hayan utilizado agentes biológicas contra ningún enemigo en el campo.
En 1969, el presidente Richard Nixon puso fin a todos los aspectos ofensivos (i.e., no-defensivos) del programa estadounidense de armas biológicas. En 1975, Estados Unidos ratificó tanto el Protocolo de Ginebra de 1925 como la Convención sobre armas biológicas de 1972, ambos tratados internacionales que prohíben el uso de armas biológicas; sin embargo, los recientes programas estadounidenses de defensa biológica han despertado preocupación de que Estados Unidos puedan estar prosiguiendo con investigación que han sido prohibidas por la Convención sobre armas biológicas.

## Historia

### Primeros años (1918-41)
El primer interés de Estados Unidos por cualquier forma de arma biológica surgió a fines de la Primera Guerra Mundial. El único agente biológico que probó fue la ricina, una toxina de origen vegetal. El Gobierno de Estados Unidos condujo experimentos sobre dos métodos de diseminación de la ricina: el primero, que requería la adhesión de la toxina a una metralla o granada de fragmentación para ser lanzada por un obús, fue exitoso. En cambio, el otro método que consistía en enviar una nube de ricino en aerosol tuvo menos éxito. Ningún método de difuminación fue perfeccionado antes del fin de la guerra en Europa.
A inicios de los años 1830, el Servicio de armas químicas (CWS, por sus siglas en inglés) brindó indicios de que Estados Unidos había comenzado un programa de armas biológicos El jefe del CWS, Amos Fries, decidió que tal programa no sería «rentable» para los Estados Unidos. El microbiólogo japonés Shirō Ishii comenzó a promocionar las armas biológicas durante esa misma década y visitó instalaciones de investigación biológica en todo el mundo, incluido Estados Unidos. Si bien Ishii concluyó que Estados Unidos estaba desarrollando un programa de armas biológicas, no estaba en lo cierto. De hecho, Ishii concluyó que todas las grandes potencias que visitó estaban desarrollando programas de armas biológicas. Al avanzar el período de entreguerras, Estados Unidos no enfatizó el desarrollo o investigación de armas biológicas. Mientras Estados Unidos estaban gastando muy poco tiempo en este campo de investigación, sus futuros aliados y enemigos de la próxima Segunda Guerra Mundial estaban investigando el potencial de las armas biológicas en fecha tan temprana como 1933.

### Segunda Guerra Mundial (1941-45)
A pesar del interés en la ricina durante la época de la Primera Guerra Mundial, cuando estalló la Segunda Guerra Mundial, el ejército de Estados Unidos mantuvo la posición de que las armas biológicas eran, en su mayor parte, imprácticas. Otros países, en especial, Francia, Japón y el Reino Unido, pensaban diferente y comenzaron sus propios programas de armas biológicas. Así, en fecha tan tardía como 1942, Estados Unidos no contaba con capacidad de producir armas biológicas. El interés inicial en las armas biológicas por parte del Servicio de armas químicas inició en 1941. Ese otoño,  secretario de Guerra de los Estados Unidos Henry L. Stimson solicitó a la Academia Nacional de Ciencias (NAS, por sus siglas en inglés) que tomara en consideración las armas biológicas estadounidenses. Stimson le escribió al doctor Frank B. Jewett, entonces presidente de la NAS:
Debido a los peligros que podría enfrentar este país por los enemigos potenciales que emplean lo que puede describirse ampliamente como guerra biológica, parece aconsejable que se inicien investigaciones para estudiar la situación actual y las posibilidades futuras. Por tanto, le pregunto si va a realizar el nombramiento de un comité competente para examinar todas las fases de este asunto. Su organización ya tiene ante sí una solicitud de la Dirección General de Salud para el nombramiento de un comité para la División de Ciencias Médicas del Consejo Nacional de Investigación para examinar una fase de este asunto.
En respuesta, la NAS formó un comité, la Oficina de Consultores de Guerra, que emitió un informe sobre el asunto en febrero de 1942. El informe, entre otros, recomendó la investigación y el desarrollo de un programa de armas biológicas ofensivas.
Los británicos y la investigación llevada a cabo por la Oficina de Consultores de Guerra presionó a Estados Unidos a comenzar la investigación y desarrollo de armas biológicos y, en noviembre de 1942, el presidente Franklin Roosevelt aprobó oficialmente un programa estadounidense de armas biológicas. En respuesta a la información proveída por la Oficina de Consultores de Guerra, Roosevelt ordenó a Stimson que formara el Servicio de Investigación de Guerra. Creado al interior de la Agencia de Seguridad Federal, el objetivo del Servicio de Investigación de Guerra era promover la «seguridad y salud pública»; pero, en realidad, estaba encargada de coordinar y supervisar el programa estadounidense de armas biológicas. En la primavera de 1943, se establecieron los Laboratorios de armas biológicos del Ejército de los Estados Unidos en el Fuerte (entonces Campo) Detrick en Maryland.

## Presupuesto
Desde el inicio del programa estadounidense de armas biológicas en 1943 hasta el fin de la Segunda Guerra Mundial, Estados Unidos gastó 400 millones de dólares, la mayor parte de ellos en investigación y desarrollo. El presupuesto para el año fiscal de 1966 fue de USD 38 millones. Cuando Nixon puso fin al programa estadounidense de armas biológicas inició la primera revisión de dicho programa desde 1954. A pesar de la falta de revisión, el programa de armas biológicas ha aumentado en costo y tamaño desde 1961; cuando Nixon terminó el programa, el programa contaba con un presupuesto de USD 300 millones anuales.